# Psydrax splendens
Psydrax splendens är en måreväxtart som först beskrevs av Karl Moritz Schumann, och fick sitt nu gällande namn av Diane Mary Bridson. Psydrax splendens ingår i släktet Psydrax och familjen måreväxter. Inga underarter finns listade i Catalogue of Life.